# تجلی
«تجلی» داستان کوتاهی از صادق هدایت است که برای بار نخست در سال ۱۳۲۱ خورشیدی، همراه با هفت داستان دیگر در مجموعه‌داستان سگ ولگرد چاپ شد.

## خلاصهٔ داستان
داستان در پانسیون ارمنیان در تهران روی می‌دهد. زن شوهرداری به نام هاسمیک عاشق جوانی به نام سورن است. او می‌خواهد به معشوقش اطلاع دهد که نمی‌تواند سر قرار حاضر شود. او یک روز تمام در جستجوی سورن است تا او را از نیامدن سر قرار با خبر کند. با این وجود، نه سورن و نه شوهر هاسمیک در داستان حضور ندارند و ما افکار هاسمیک را درباره‌شان می‌خوانیم. هاسمیک معلم موسیقی سورن به نام واسیلیچ را ملاقات می‌کند و …

## نام داستان
تجلی ششمین داستان در مجموعهٔ سگ ولگرد است. معنای لغوی آن عبارت است از: ظهور، جلوه، روشنی، و تابش.
پرویز ناتل خانلری در خاطرات خود از هدایت که زیر عنوان «خاطرات ادبی» در مجلهٔ سپید و سیاه چاپ شده‌است، ادعا کرده‌است که هدایت داستان را با نامِ فرانسوی Apparition در اختیار او گذاشته‌است و وقتی خانلری از او چرایی انتخاب نامی فرانسوی برای داستانی به زبان فارسی را پرسیده، هدایت گفته‌است که «آخر این کلمه فارسی ندارد». پس از آن خانلری واژهٔ «تجلی» را پیشنهاد داده که هدایت بلافاصله مدادی را از جیبش درآورده و روی واژهٔ فرانسوی خط کشیده و به‌جای آن واژهٔ تجلی را نوشته‌است.
حسن قائمیان در کتاب شیادی‌های ادبی و آثار صادق هدایت، داستان خانلری را درست ندانسته و از اینکه هدایت معنای واژهٔ «معمولی» Apparition را نداند اظهار شگفتی کرده‌است.
به‌گفتهٔ محمد بهارلو، با بررسی واژه‌های هم‌معنای تجلی مانند ظهور و جلوه، نمی‌توان ارتباطی میان آن و داستان یافت. او نزدیک‌ترین معنای این واژه که از نظر کنایی و مجازی با درون‌مایهٔ داستان هم‌آهنگ است را آنچه که در فرهنگ فارسی معین، ذیل واژهٔ تجلی آمده‌است می‌داند؛ که عبارت است از: «تأثیر انوار حق، به حکم اقبال، بر دل مقبلان که شایستگی ملاقات حق را به دل پیدا کنند.»